# マザー・ゲーム〜彼女たちの階級〜
『マザー・ゲーム〜彼女たちの階級〜』（マザー・ゲーム かのじょたちのかいきゅう）は、2015年4月14日から6月16日まで、TBS系「火曜ドラマ」枠（毎週火曜日22:00 - 22:54）にて放送されたテレビドラマ。木村文乃は当作が連続ドラマ初主演となる。
東京近郊の名門幼稚園を舞台に、バツイチでシングルマザーの貧乏主婦と裕福な家庭で暮らすセレブ主婦たちの友情と葛藤を描いたヒューマンドラマ。

## あらすじ
弁当屋を立ち上げるため、祖父の家で多忙な毎日を送るバツイチのシングルマザー・蒲原希子は、仕事のため5歳になる息子・陽斗を預ける保育園を探していたが、保育園児童待機の問題で、なかなか見つからずにいる。
そんな中、奈良岡フミの誘いで、彼女が園長を務めるしずく幼稚園に入園を決めるが、そこは登園時には高級外車がプチ渋滞を起こし、高級ブランド品を身につけた富裕層が集まる名門幼稚園だった。しかも、園内には徹底したママカーストが存在していた。
陽斗がしずく幼稚園に入園した後、希子は矢野聡子率いるいじめグループに目をつけられるなどのトラブルに遭うが、持ち前の気丈さと正義感で立ち向かっていく。

## キャスト

### 主要人物
蒲原希子（かまはら きこ）
演 - 木村文乃
本作の主人公で、陽斗の母。料理学校卒で、調理スタッフとしてホテルでの勤務経験あり。明朗活発な性格をしており、誰にも公平に接し、言うべきことをハッキリと言う気丈さと、曲がったことを嫌う強い正義感を持ち合わせている。秀徳と恋愛結婚するも、やがて子育てと仕事を巡る考えの行き違いで離婚し、以降は陽斗を一人で育ててきた。入園前より、子育てと並行して、弁当屋「デリキッチン・ごはんや」を開店し、店を一人で切り盛りしている。幼い頃に両親と死別しており、母方の祖父・徹治と今は亡き祖母に育てられた。秀徳との恋愛を巡って喧嘩した果てに生家を飛び出し、一時期離れて暮らすが、彼との離婚を機に徹治の下に再び身を寄せている。
フミの計らいにより、4月付で陽斗をしずく幼稚園に通わせることになる。離婚以来、秀徳を強く拒絶しており、陽斗には「すでに死んでいる」と言い聞かせていたが、秀徳本人が陽斗の姿を探して奈良岡塾主宰のサマースクールに乱入してきた一件を機に、陽斗に謝罪して事の真相を明かし、陽斗が秀徳を「お父さん」と呼ぶことを認めるようになる。しかし、その後も「秀徳がまたお金を持ち出して、自分と陽斗を置いてどこかに行ってしまうかもしれない」という不安から、秀徳へのわだかまりを解くことができておらず、フミの言葉を受けて、陽斗と秀徳がときおり会いに行くことを認めるも、再婚するまでには至らなかった。
当初は、セレブや富裕層の多い周りから浮ついた雰囲気から、多くの保護者や信之助からは疎んじられ、聡子たちからもいじめのターゲットにされていたが、みどりや聡子らのしずく幼稚園の保護者たちが抱える悩みに立ち向かう正義感の強さから、毬絵を始めとする保護者の理解を少しずつ得るようになる。しかし、信が起こした騒動を機に毬絵の家族が抱える問題を知ったことで、毬絵との確執が生じたことで意気消沈するが、信之介や周りの保護者たちからの励ましを受けて、自分なりのやり方で小田寺家の問題と向き合い、毬絵の信頼を取り戻す。
矢野聡子（やの さとこ）
演 - 長谷川京子
優輝の母で、3人の子供をしずく幼稚園に入園・卒園させたベテランママ。元々は矢野クリニックで看護師をしていたが、院長の息子である夫の正輝に見初められ結婚。幼稚園では、イベントや集まりにおいて保護者のまとめ役を務めるなど、園内のママカーストでは上位な立場にあり、その一方で園にはふさわしくないと判断した人間には冷酷ないじめを徹底的に行う。しかし、家庭内では、自分の学歴・経歴・家柄を気に入らない姑・静子による執拗な嫁いびり（モラルハラスメント）を長年受け、ノイローゼ寸前にまで苦しめられるなど複雑な立場にあるが、「矢野家にふさわしい嫁」になるべく努力し、常日頃必死に耐え抜く生活を送っていた。
転園してきた希子に当初こそは愛想よく接する素振りを見せていたが、裏では自身の取り巻きであるママ友や由紀を巻き込んで、園のこれまでの雰囲気とは異なる彼女を園から追い出す目的で、陰湿な嫌がらせを画策する。希子の転園前は一匹狼のみどりをいじめのターゲットにしており、梨香の保育園通所経験をネタに誹謗中傷していた。しかし、希子が自身のために立ち上がり、当人の責任が及ばなかった優輝の事故の件で静子から責め立てられているところを庇った上、正輝の父親としての無自覚や無責任さを叱責してからは、少しずつ希子に対する態度を軟化させる。また、この一件を機にいじめ行為を辞め、かつて自身がいじめの標的にしていたみどりに対しても、静子による嫁いびりに苦しむ立場から自分なりの助言をしている。
合唱コンクールにおける優輝の一件から、家族の幸せのために自分が望むことを叶えるためにも静子とは対等な関係でやり直す決意を固め、家庭内の問題に自分なりの決着をつける。優輝のお受験の合格発表当日に体調を崩してしまい、病院での検査の結果、第四子を妊娠していることが判明し、希子たちから祝福された。
神谷由紀（かみや ゆき）
演 - 貫地谷しほり
桜子の母。希子とは小学校時代からの幼馴染。セレブの生活に羨む余りに、見栄を張ってセレブ御用達のしずく幼稚園に娘を入園させて以来、自分の家庭をセレブに見せようとして、無理な出費を重ね、金策に追われている。決して悪い人間ではないが、自分に自信が持てない日和見主義者で、聡子らセレブママ友の誘いを断れずにおり、園のママ友の前では希子とは表立ったコミュニケーションを避けている。
いわゆるパチンコ依存症で、家族や周囲には内緒でパチンコを利用し、出費を補っている。しかし、あたりが出ないことへの苛立ちでパチンコ台を故障させる騒ぎを起こしてパチンコ店の出入りを禁止されてからは、闇金融から大金を前借りをしたり、「マリエ」という源氏名で水商売に手を出したりするようになる。
想像力豊かで賢い息子を儲け、ママカーストの最上位にある毬絵とも比較的懇意な希子に対して、複雑な感情を抱えている。隆吾と希子が、とあるレストランで会っている場面を偶然目撃し、スマホでそのシーンを映した写真を毬絵へ渡るよう仕向けるも、それが発端となって信がサマースクールの最中に川で溺れかける事件が発生し、罪悪感を感じていた。しかし、合唱コンクールの指揮役が陽斗に選ばれたことを機に、希子への劣等感や嫉妬心を更に深める。
後に売春相手の老人（演 - 浜田晃）から、「マリエ」が偽名であることや自身の家族のことを突き止められて脅迫を受け、自身の身辺にも闇金の取立人や、勤め先のキャバクラの客引きにしつこく追い回され、返済を迫られる。更には老人から肉体関係を迫られるが、秀徳の連絡を受けた希子によって救われた。その後、希子の叱咤激励を受けて、希子や園のママ友に対するコンプレックスを克服し、漸く希子と和解する。その後、園のママ友や桜子に謝罪し、これからは桜子に無理強いさせないことや、人前で背伸びをしすぎないことを誓う。しかし、その後も取立人や客引きからの追跡が止むことはなく、やがて水商売や借金のことを恭二に知られてしまうが、恭二が自らの肩代わりをしてくれたことを機に改めて家族での幸せを実感する。
後藤みどり（ごとう みどり）
演 - 安達祐実
梨香の母。1982年5月26日生まれ。モノトーンもしくは寒色系のファッションを好む。ファッションの美しさが周りに負けないほど美しい。クールで独立心が強い一匹狼タイプ。夫の修平から、日常的にモラルハラスメント及びDVを受けており、不得手な家事と育児のストレスから家庭内は冷め切っている。娘の通うスポーツスクールのコーチで、疲れ切った自分に優しく気遣ってくれる磯山と浮気関係に陥ってしまう。
修平と同じ広告代理店で優秀な女性社員として活躍していたが、子育てに専念するために退社し、梨香をしずく幼稚園に入園させる。しかし園では長らく娘を保育園に預かっていたことをネタに、聡子たちから誹謗中傷された上、夫婦不仲に加えて、自身の子育てが上手く行かないことなどが原因でヒステリーを起こし、梨香に対してヒステリックに接するようになっていたが、希子の言葉と毬絵からの娘への励ましの言葉で梨香に対する態度を少しずつ軟化させていく。
梨香と共にサマースクールから帰宅した際、修平と樹里が自宅に泊まっているところを目撃し、2人の不倫を知ってしまう。そのショックが原因で修平と夫婦喧嘩を起こし、梨香と一緒に磯山や蒲原家に世話になっていたが、合唱コンクールを控えたとある日に、しずく幼稚園に乱入してきた修平に罵倒された挙句、彼に自身の「母親」としての努力を否定され、梨香を強引に連れ出され、引き離されてしまう。修平には内緒で梨香と会話するうちに、娘を守りたいという気持ちを強めたことで、修平との決別を決意し、探偵を通して手に入れた樹理との不倫の証拠を盾に、梨香の親権を勝ち取り、最終的には正式に離婚を取り付ける。梨香の卒園後は、子育て支援の会社を設立して、キャリアウーマンとしての再出発を図り、卒園式ではシングルマザーとして奮闘する希子に改めて感謝した。
小田寺毬絵（おだでら まりえ）
演 - 檀れい
信の母。不動産業・レジャー業を営む大企業グループの令嬢（家付き娘）で大物与党議員の姪。年収は5億3000万円であり、幼稚園の保護者の中でもトップクラスのセレブであり、園内のママカーストの最上位に位置付けられている。上品で常に凛とした振る舞いから、他の保護者達からも畏敬と憧れの目で見られてはいるが、自分の家系や名誉を鼻に掛けたり、権力を笠に着て弱い者をいじめたりすることは決してせず、園のママカーストからも距離を置いている。聡子たちからのいじめに毅然とした態度を取った希子に対して一目置き、最も早く親身な態度で接する。
その一方、引きこもりとなった長男・彬と上手に接することができないという悩みを抱えており、家名にこだわる両親や親族からの責めもあって、彼の問題に「タイムリミットが迫っている」という焦燥感に追われ、普段は仕事で忙しい隆吾との擦れ違いに加えて、彬への想いと親族からの責めとの板挟みから、精神安定剤なしに生活できないほど不安定な状態に陥っている。一時期、由紀が無記名で送ってきた写真を機に希子に対して僅かな不安や不信感を抱くが、最終的には希子から事情を聞かされたこともあって、この時には辛くも和解した。
しかし、合唱発表会を終えて帰宅した際、彬から「僕のことを蒲原希子に話すの？」と訊ねられたことで、希子が彬と面識があったことを知って、希子に対する不信感を抱いてしまう。その後、親族から責められて、彬に何の相談もせずに立翔高校を受験させようとした際に隆吾に諭されたことで、隆吾に対しても不信感を募らせる。
信がお受験の会場から姿をくらました一件の後、彬に関する情報が週刊誌やネット上に流出したのを機に、幼稚園での立場も事実上失い、更には彬の引きこもりの件で毬絵を中傷する内容のメールが次々と送られたようになった上、親族からも自分の家族のことを罵倒され、精神的に追い詰められてしまう。その過程で感情を爆発させた彬の「死にたい」という言葉に呼応するように彼を扼殺しかけ、間一髪で駆け込んだ希子に制止されるが、完全にヒステリーを起こしてしまい、長らく園に姿を見せなくなる。卒園式を間近に控えた日に訪れた希子の説得を受け、彬のこれまでの真の気持ちを理解したことで彬との関係を修復する。その後、当日の卒園式にも信や隆吾を引き連れた上で無事に出席することができ、改めて希子に感謝の念を示した。

### 蒲原家
蒲原徹治 (かまはら てつじ）
演 - 竜雷太
希子の母方の祖父。物語開始時点で妻とは既に死別している。希子の実の両親である娘夫婦の急死を受けて、孫娘を引き取った。希子と共に、その子供で曾孫である陽斗を可愛がり、彼女のシングルマザーとしての生活を支える自称・樹木医の好々爺。
秀徳に対しては、料理の修業のために勝手に希子の貯金を持ち出した上に、陽斗の子育てを希子一人に押し付けて蒸発し、希子に苦労をかけさせてばかりいたことから、当初は厳しい態度を取っていたが、彼が内心では罪悪感を抱いていることを感じてからは少しずつ軟化させ、秀徳が生きていることを隠し通していた希子にも、いつかは陽斗に真実を告げるように忠告していた。その後、陽斗が本心では実父・秀徳と一緒に暮らすことを望んでいることを知ったのを機に、「自分に万が一の事があった時に、陽斗にあまり苦労をかけさせたくない」という思いから二人が縒りを戻すことを望むようになる。秀徳の仕事を世話しようとした際に利用した駅の階段で足を踏み外し､転倒して足を捻挫してしまうが､軽い症状で済んだ。
蒲原陽斗（かまはら はると）
演 - 横山歩
希子の一人息子。優しく利発な性格で絵が上手。地頭が良く、柔軟な考え方が出来る優秀な子供。毬絵の誘いと信の一緒に勉強をしたいという願いから参加した初めての奈良岡塾では、絵を見て話を考えるという問題で、優希を抑えてトップの成績を出した。その優秀さと他の児童の刺激としての価値を奈良岡フネに見出され、年間150万円の学費を免除する特待生としてのオファーを提案された。
実父・秀徳の蒸発以来、父親の姿を探し求めており、希子の迎えが遅いことについても内心では寂しさを感じているが、彼女の母親としての愛情を深く理解している。そのため、サマースクールに秀徳がやって来たときに、すぐさま秀徳本人だと見抜いていたが、希子の心情を気遣ってそのことを黙っていた。
コンクール当日の帰り際に、清応大学の生徒たちがペットボトルロケットを打ち上げる姿を見て感動したのと、陽斗に対して小野寺隆吾が「ここで(清応)いっぱいお勉強をしたら、お母さん楽になる」と言われ、「お母さんを守りたい」の気持ちが膨らんだ事で清応大学に入ることを夢見るようになり、お受験に一切関心がなかった希子の考えに少しずつ影響を与えていたが、そのことで結果的に希子に会えない寂しさに苦しみ、希子に「受験しなくていい、陽斗と一緒に居たいよ」と言われたのも期して 結局は受験をやめることにしている。卒園後は公立の小学校に入学した。

### 矢野家
矢野正輝（やの まさき）
演 - 桜井聖
聡子の夫で、優輝の父。静子の息子であり、矢野クリニック院長。年収3500万円。心優しく気前の良い性格で、妻子を心から愛してはいるものの、反面気が弱く、妻を嫁いびりをする強い母親・静子には頭が上がらないでいる。その上、自分だけ耳栓をして母親の嫁いびりを見て見ぬふりをするなど、父親兼保護者としての責任感と自覚に欠けている節があった。
自身の監督不行き届きから起こった優輝たちのケガの一件を機に、父親及び夫としての自覚の無さを希子から一喝されてからは、耳栓をすることを辞め、自分なりのやり方で嫁いびりや子供たちに対する束縛から庇い、静子とも対等な関係を築くようになる。
矢野静子（やの しずこ）
演 - 長谷川稀世
聡子の姑で、正輝の母。学歴や家柄を何よりも重視する教育ママで、矢野家の実権を握り、家族に対して威圧的な態度を取っている。大卒でなく高卒で看護学校出の聡子を「財産目当てで正輝を騙してたぶらかし初めて自分に刃向わせた田舎育ちで看護婦上がりの女」と見下し、日常的な嫌味も含む屈辱的な嫌がらせを加えている。孫・優輝を猫可愛がりする一方で、孫娘2人には常に児童虐待（精神的虐待）同然の差別的な言動を取り、自分が溺愛する優輝にも習い事をさせる際には徹底して厳しく接する。また、優輝が習い事に対するプレッシャーに押しつぶされそうになっていることを理由に、聡子に対する嫁いびりをもエスカレートさせ、稽古中の優輝に対しても更に厳しい態度を取るようになる。その一方で、家族の心境・都合よりも自分の都合を優先したり、見栄を張ることに血道を上げている節も多く見られる。サマースクールで優輝と一緒に家を留守にすることになった聡子から、留守の間の怜奈達の世話を任されたにも拘らず、一人だけ友人と一緒に温泉旅行に出かけていた。また、家族の了承も付けずに独断で怜奈を無理矢理スイスへ留学させようとした。
合唱コンクールにて優輝がバイオリンの担当に選ばれたのを機に、孫たちへの厳しい態度をさらに強めたことで、優輝を更に精神的に追い詰めてしまう、本番にて緊張とストレスの余り演奏を中断する騒ぎを招いた。しかし、それでも優輝に対する自分の厳しい仕打ちを棚に上げて、聡子や優輝を責め立てたため、それを見かねた希子に諭された上に、聡子からも初めて家族への思いを打ち明けられ、家族の幸せのためにも対等な関係を気付いた上でやり直したいと懇願され、息子家族へのいじめや厳しい躾を辞めてからは性格も丸くなる。改心後は、優輝のお受験合格の際には抱きかかえながら大喜びするなど、孫たちとも融和の兆しを見せるようになる。
矢野怜奈（やの れいな）
演 - 香音
矢野家長女。女児を気に入らない祖母・静子から、妹・衿奈共々冷遇に加え精神的虐待を受けている。祖母に逆らえずにいる両親の背中を見て育った影響で、母・聡子に強く反発している。静子からスイス留学を一時強要されたが、最後には聡子の反対もあって取り消しになる。静子の改心後は、聡子の妊娠後は家の仕事を進んで手伝うなど、家族関係修復への兆しを見せる。
矢野衿奈（やの えりな）
演 - 渡邊れいら
矢野家次女。女児を気に入らない祖母・静子から、姉・怜奈共々冷遇に加え精神的虐待を受けている。弟・優輝が毎日厳しい習い事を望んでいないことを知りつつ、静子からは冷たくあしらわれており、内心では怜奈と同じく静子に反感を抱いていた。聡子によると、怜奈と同様家族へのわだかまりが無くなり、彼女の妊娠後は家の仕事を進んで手伝っている。
矢野優輝（やの ゆうき）
演 - 大江優成
矢野家長男。末子で一家で初の男児であることから、祖母・静子からは溺愛されているが、母親と2人の姉が差別や嫌がらせを受けている光景を目の当たりにしていることから、自分だけが区別されているのを敏感に察知している。
矢野家の跡継ぎにしたがっている静子に押し付けられた習い事や厳しい躾に追われる日常に息苦しく感じて、日々のプレッシャーとストレスから精神的に追い詰められ、合唱コンクールの練習中に体調を崩し、その後嘔吐してしまう。しかし、それでも静子からの稽古中の厳しい躾が収まらず、本番にて緊張とストレスが爆発して、演奏ができなくなるハプニングを引き起こしてしまうが、陽斗や周りの子供たちの励ましもあって、何とか最後まで演奏を終わらせた。その後、両親や姉たちから緊張に耐えながらも懸命に演奏をやり終えたことを褒められるも、静子からはきつく責められ、更に聡子にも飛び火させたため、涙ながらに母親を懸命に庇う。静子の改心後は、厳しいしつけを受けることがなくなったため、少しずつ関係修復への兆しを見せ、これまでのストレスによる体調不良の後遺症と闘いながら、何とか第一志望であった清応大学の付属校に合格した。

### 神谷家
神谷恭二（かみや きょうじ）
演 - 篠田光亮
由紀の夫。地元の役所に勤める地方公務員。年収700万円。のんびりした性格で保護者参加のイベントでは、自ら進んでテント設置の作業も手伝うなど非常に親切な一面を持ち合わせている。役所の仲間とよく飲みに出かけており、時折帰りが遅くなるが、由紀との関係は比較的良好だが、桜子を小学校受験させることには懐疑的である。しかし、ある日に、借金取りから送られた催促状などで、由紀の水商売や借金のことを知ったショックで家を飛び出してしまうが、結局は彼女に対する愛情まで失うことはなく、彼女の借金を自分の貯金で肩代わりした。
神谷桜子（かみや さくらこ）
演 - 後藤由依良
由紀・恭二の娘。優しいが、気弱で自己表現が苦手。由紀にお受験を強いられており、本心では受験を嫌がっていたが、母親を気遣って言い出すことができず、最終的にはカンニングをしてまで高得点を取るまでに及ぶようになっていた。しかし、最終的には改心した由紀からの謝罪を受けて、無理な勉強をやめることを許される。その後は私立校の受験を諦め、国立の小学校を受験するが、合格できず、結局は陽斗と同じ公立の小学校に通うことになった。

### 後藤家
後藤修平（ごとう しゅうへい）
演 - 丸山智己
みどりの夫で梨香の父。大手広告代理店に勤務しており、幼少期より名門校の付属校に通う御曹司。年収は1500万円。表向きは愛想が良いが、本性は傲慢な亭主関白で、家庭内ではみどりに対して威圧的な態度を取る上にDVを加えており、夫婦間の関係が冷え切っている。同じ会社に勤め、みどりの悪口を言いふらす樹里と不倫をしていた。
後に樹里との不倫関係をみどりに知られる。みどりとの夫婦喧嘩の後、彼女が磯山と会っている現場を捉えた写真をネット上に流す。合唱コンクールを控えていたしずく幼稚園に押しかけた際、自身の不倫については全く悪びれた様子を見せず、希子や他の保護者達の目を気にも留めずにみどりを罵倒し、「母親」としての努力を続けているみどりを「欠陥品」と罵ったことに激怒した希子に叱責されても態度を改めず、梨香を強引に車で連れ出した。その後も自分の不倫を棚に上げ、娘に会わせる代わりに磯山と別れるようみどりに強要したり、みどりと梨香がお互いに連絡を取り合ったりするのを禁止したり、如何なる手段を用いてでも梨香の親権を自分のものにしようとしたりするなど、一緒にいられないことへの妻と娘の寂しさや恋しさを蔑ろにする横暴な振る舞いを続け、みどりから離婚を突き付けても頑なに拒否したが、樹理との不倫を続けていることを盾に、結果的に梨香の親権を失った挙句、みどりから正式に決別されてしまう。離婚届に署名させられる際に初めて、自らの仕打ちや自分の浮気を悔やむそぶりを見せたが、彼女の固い決意の前には通用しなかった。
後藤梨香（ごとう りか）
演 - 矢崎由紗
みどり・修平の娘。活発で男勝りな性格。母親同様頑固でマイペースな面が強く、時々他の児童とケンカするなど問題行動を繰り返していたことが、みどりのヒステリーの一因となっていた。みどりのヒステリックな態度を見て、一時期「母から嫌われた」と思い込むが、希子の言葉や毬絵の励ましでみどりの本心と苦悩を理解するようになる。
修平と樹里の不倫にショックを受けたみどりと一緒に磯山のアパートや蒲原家等を転々としつつも、何日もの間、幼稚園に行けなかったこともあり、「幼稚園に行きたい」「父親に会いたい」という気持ちを抑えきれずにいた。合唱コンクールの練習をするために、陽斗と一緒に久しぶりにしずく幼稚園に行くが、陽斗が自分の父・秀徳の為に作った合唱コンクールの招待状を破いた。その後、しずく幼稚園に押しかけてきた修平により、強引に連れ出され、みどりと引き離されてしまう。修平に無理やり連れ出された後もみどりを恋しがり、修平からは連絡を一切禁じられるが、みどりが修平との決別の意を強める結果となり、卒園と両親の離婚後は国立の小学校に通いながら、みどりと二人で親子関係をやり直す。

### 小田寺家
小田寺隆吾（おだでら りゅうご）
演 - 豊原功補
突然、何食わぬ顔で希子の前に現れ、彼女の経営方針や売込みに対して辛辣な発言を繰り返し、的確なアドバイスで「ごはんや」を少しずつ繁盛させるきっかけを作ったが、その正体は毬絵の一族が営むレストラン企業・ホテルの運営者（代表取締役）で毬絵の夫。信の実父であるが、小田寺一族に婿養子として入ってきているため、妻とは敬語で会話している。
いつも自分が気にかけている希子と妻の毬絵が親交があることを知ったときは大きな驚きを見せ、思わずあたかも初対面であるかのように接していた。隆吾自身は機会があるまで、希子との交流を妻に話すつもりはなかったが、サマースクールでの信の一件もあって、結局希子の側から説明を受けている。
元々、貧しい家庭に育ったが、勉学に励み続けたことで富裕層から学費を援助してもらっていた上で、清応大学に入学できた経緯から「格差を超える唯一の方法は『教育』だ」と考えている。自身の出身大学の学生による水ロケット打ち上げの公開実験に興味を示した陽斗に、入学を勧めている。
引きこもりとなった彬に関わる事情について「タイムリミットが迫っている」と焦る毬絵に、ゆっくり時間をかけて解決すればいいと諭すなど、妻子のことを自分なりに気にかけている一方で、仕事の多忙さに加えて、婿養子であるゆえの小田寺一族内における立場の弱さから、家庭内の問題に対してやや控えめな態度を取っている。このため、彬と初めて会って以来その存在を気にかけている希子から事情を聞かれても、「信に兄はいない」として彬の存在そのものを真っ向から否定して頑なに語ろうとせず、毬絵が彬に何の相談もせずに立翔高校を受験させようとした際に制止したことで、彼女から誤解を受けることになってしまう。しかし、信の一件や彬や毬絵を取り巻く騒動が勃発したのを機に、仕事を理由に婿養子の立場の弱さに甘んじる姿勢を希子に諭されて考えを改め、今後は家族の問題に真正面から向き合うことを決意し、これまで仕事で家庭を顧みなかったことを涙ながらに彬に謝罪した。
小田寺信（おだでら まこと）
演 - 五十嵐陽向
毬絵・隆吾の次男。成績優秀で明るい性格の少年。転園以来、陽斗とは仲が良い。また、感受性が非常に強く、他人の気持ちに敏感な一面を持ち合わせており、由紀から送られた希子と隆吾との写真を機に、母親が不安な面持ちになっていることをすぐに感付いたこともある。
サマースクールの後、自分を家まで送り届けてくれた希子が彬と対面した際、彼女に「お兄ちゃん（彬）に会ったことは、母に内緒にしてほしい」と頼んだ。しかし、お受験当日に試験に対する恐怖心で、会場から行方をくらます騒ぎを起こしてしまう。その後、聡子から連絡を受けた希子や両親によって彬の部屋から出てくるところを発見されるが、「自分もお兄ちゃん（彬）のようになってしまうかもしれない」という不安を打ち明ける。彬の一件で母親の精神状態が崩壊した影響から長らく幼稚園を欠席したが、毬絵が立ち直ったことで無事に卒園式に顔を見せることができた。
小田寺彬（おだでら あきら）
演 - 望月歩
毬絵・隆吾の長男で信の兄。かつては私立の小学校に通っていたが、友達の家を小田寺グループが倒産に追い込んだことで学校の同級生からいじめを受けて不登校に陥り、自分の部屋に長らく引きこもっている。毬絵と信がサマースクールで家を留守にしている間、家中を荒らし回り、希子にその姿を見られてしまう。これ以来、世間体を重んじる親族達から引きこもりの件で疎んじられている自分の存在が表沙汰になることを恐れ、希子を強く警戒するようになり、毬絵に匿名のメールで釘を差したことで、希子と毬絵が疎遠になってしまう。引きこもりに至るまで事情から、部屋にある教材や参考書を片っ端から破るほど、勉強そのものを激しく嫌悪しているが、その一方で真夜中に家を出て、かつての通学路に向かうなど、外へ出て未来へ踏み出したいという気持ちを微かに持っていた。
しかし、自身の引きこもりについての情報がマスコミに出回り、信がお受験の会場から姿をくらました一件に対する罪悪感に加え、処方箋と処方された薬を見て毬絵の精神状態を知ったことで、激しい自責の念の末に「死にたい」という言葉を口にしてしまい、毬絵に扼殺されかける。その後、親族の強い意向で急遽別居させられることになるが、自分を常に気にかけていた希子の作る料理に関心を示し、自分の部屋にその弁当を配達させる。しかし、そこにやって来た隆吾に感情を爆発させてしまうが、希子の言葉で初めて自分と向き合おうとする父の姿勢に心を動かされ、紆余曲折を経て、毬絵との和解もようやく果たすことができた。
小田寺早苗（おだでら さなえ）
演 - 金沢きくこ
毬絵の母親。

### しずく幼稚園関係者
奈良岡信之助（ならおか しんのすけ）
演 - 瀬戸康史
陽斗が入ったクラスを受け持っている教員であり、園長・フミの実の息子。小学2年生の時に両親が離婚し、母親のフミに育てられてきたが、離婚以来、フミの意向もあって生き別れた実父に会う機会が得られず、離婚してから10年後にクモ膜下出血で死去したため、生きているうちに再会できなかった過去を持つ。母親の影響で幼稚園で働く夢を持つようになるが、理想と現実のギャップに失望し、教育に対しての熱意を失っている。このため、園の安定した経営だけに固執しており、フミがこれまでの幼稚園のイメージに合わない希子の息子である陽斗を入園させたことには強く反対したが、一方では最も母親が迎えに来るのが遅い陽斗には幼少時代の自分と重ね合わせていた。そのため、希子には厳しい態度を取りつつも、蒲原親子には不器用ながらも自分なりの気遣いを見せるようになる過程で、当初は疎んじていた希子なりの正義感も徐々に認めるようになった。次第に希子に惹かれていくようになり、「陽斗の卒園後も会いたい」と告白するが振られてしまう。しかし「希子に出会ったおかげで働く女性の子供を幼稚園で受け入れる覚悟が出来た」と感謝した。
山川真美子（やまかわ まみこ）
演 - 映美くらら
幼稚園のセレブママ友の一人。ショートヘアーが特徴。角田と共に、常に聡子の取り巻きで動いている。聡子や角田と共に、希子に対する陰湿な嫌がらせに加担し、彼女の転園前にもみどりに対するいじめに加わっていた。由紀の一件では、聡子や角田と同様、寛容な態度を見せたが、彬の一件で毬絵に対する態度を一転させたため、希子や由紀に一喝され、聡子からも距離を置かれるようになる。
角田佳代（かくた かよ）
演 - 富永沙織
幼稚園のセレブママ友の一人。ロングヘアーをヘアゴムでまとめた髪型が特徴。山川と共に、常に聡子の取り巻きで動いている。聡子や山川と共に、希子に対する陰湿な嫌がらせに加担し、彼女の転園前にもみどりに対するいじめに加わっていた。由紀の一件では、聡子や山川と同様、寛容な態度を見せたが、彬の一件で毬絵に対する態度を一転させたため、希子や由紀に一喝され、聡子にも距離を置かれるようになる。
奈良岡フミ（ならおか ふみ）
演 - 室井滋（フネと二役）
しずく幼稚園の園長であり、陽斗たちの担任・信之助の母。小学校受験合格者を輩出した功績を喜ばしく思いつつも、受験のプレッシャーから行き詰った児童たちの将来をも危惧し、これまでの園の雰囲気を改めるべく、陽斗の幼稚園を探し求める希子に声を掛け、しずく幼稚園に誘った。
穏やかで心優しい性格で、園児からも慕われており、保護者からの信頼は厚い。離婚歴があり、夫と別れてからは信之助を女手一つで育ててきた経緯から、シングルマザーとしての希子の心境を理解しており、彼女の良き相談相手でもある。その一方で信之助に関しては、離婚した後、彼を父親に会わせまいと躍起になり、信之助が中2の時に父親がクモ膜下出血で亡くなるまでお互いに顔を会わせる機会を一度も作らなかったことに罪悪感を抱いている。そのため、自分と同じ境遇の彼女とは同じ苦しみを味わって欲しくないと思っており、希子が秀徳へのわだかまりを少しずつ解かすきっかけとなる。正反対の性格である双子の妹フネとは、子供たちの教育のあり方を巡り、姉妹仲が悪化している。
奈良岡フネ（ならおか ふね）
演 - 室井滋（フミと二役）
小学校受験専門の幼児向けの学習塾「奈良岡塾」を経営・主宰するフミの双子の妹で、信之助の叔母。姉とは対照的に厳格で淡々とした性格で、徹底した能力主義者兼成果主義者。
「愛情」「真心」「信頼」などは、受験にとって一切無駄なものだと考えつつも、子供たちには厳しくも温かい指導を施し、これまで幾多の子供を名門校へと進学させてきた。柔軟な発想力で質問に答える陽斗に可能性を見出し、塾へ勧誘しようとする一方、子供たちのことを塾の実績や収入を上げる手段としか見ていない節があり、子供たちに真摯であろうとする正反対の教育方針と教育理論を持つフミとは姉妹仲が非常に悪い。姉の望む教育の場の実現を打ち壊すべく、しずく幼稚園の運営権を奪うことを狙うも、塾に通う子供たちの数の減少や信のお受験を巡る一件などもあって、最終的にその野望は潰えることになった。

### その他
磯山琢己（いそやま たくみ）
演 - 上地雄輔
小学校受験を希望する児童向けのスポーツスクール「SAS」のコーチ。元プロサッカー選手だが、試合中の事故で引退し、現職に就く。穏和で爽やかな性格から、保護者からの人気は高い。家庭内の問題と梨香の問題行為に悩むみどりを気遣ったことがきっかけで彼女と内通している。
引退のきっかけとなったケガ以降、生きがいを失っており、現職に関しても自信が持てないでいる。磯山がみどりと会っているところを目撃した修平がその現場を捉えた写真をネット上に流したことが原因で、勤務先から謹慎処分を受ける。その後、みどりの心情を察して、修平の下に陳謝に向かうが、一蹴される。その後、もう一つの夢であった理学療法士を目指すために、スポーツスクールを退職し、金沢に移住した。
柏木薫平（かしわぎ くんぺい）
演 - 渋川清彦
希子の弁当屋「デリキッチン・ごはんや」で働く男性従業員。愛称は「くんちゃん」。ひげを生やした強面だが、性格はネガティブ思考かつ寡黙で人見知り。
樫山秀徳（かしやま ひでのり）
演 - 岡田義徳
希子の元夫。陽斗の実父で、希子と同じく料理人であり、彼女と勤め先で知り合った。やがて交際を経て、希子と婚約し、息子の陽斗を授かるが、結婚後も自分の腕前を精進するため世界を回り続けたい自分の望みと、子育てに専念すべく引っ越しに対して消極的な希子の気持ちとはすれ違うようになり、自身の武者修行のため勝手に希子の貯金を持ち出してしまったことがきっかけで、陽斗が3歳になったときに離婚を突き付けられた。
料理人としては一流であるが、離婚後も料理の勉強のために希子に「必ず返す」と言っては金を無心しにやってくることがあり、彼の存在を快く思っていない希子は陽斗に「既に死んでいる」と長らく言い聞かせていた。しかし、内心では自分の修行のためにお金を持ち逃げしたことを深く反省しており、店の調理器具が故障して悩んでいるごはんやのために、自分が購入した新たな道具を譲りに来たりしている。
息子に会えない寂しさから、陽斗の姿を求めて度々希子の周辺を訪れており、最終的にはサマースクールにおいて陽斗との再会を果たしている。また、これまで持ち逃げしたお金を全額きちんと返済した上で、希子と縒りを戻したがっているが、再度の蒸発を恐れている希子の気持ちを変えることはできなかったため、これまでの自分を初めて省みる。再婚を取り付けるまではできなかったものの、陽斗との再会を本格的に許され、アルバイトとして希子の弁当屋に雇われたり、時折互いに連絡を取り合うまでに至るなど、少しずつ希子との和解への兆しを見せている。
崎坂樹里（さきさか じゅり）
演 - 中山由香
みどりと修平の勤める広告代理店の女性社員で、みどりの後輩。社内きってのやり手だったみどりが退社してからは、彼女に対して常に嫌味っぽく接しており、社内ではみどりへの悪口を流している。修平の愛人でもあり、時々みどりや周囲に対して出張と偽って二人で旅行に出かけている。
後に修平との不倫関係を知ったみどりから平手打ちを受けても、最後まで修平との不倫関係を続けたため、みどりが夫との決別を意に決するという結果を招いてしまう。
墨川区役所職員・タナカ
演 - 田中直樹
区役所の保育課に所属する職員だが、仕事ぶりはあまり良くなく、保育園を探し求める希子の要求を呑み込むことができていないため、希子からは毎度仕事の処理能力の悪さを叱咤されている。陽斗の入園が決まった後、同じ市役所に勤める女性職員（演 - 平田敦子）と婚約する。
はんぺん
（犬種） - フレンチ・ブルドッグ
希子の弁当屋「デリキッチン・ごはんや」の向かい側におでん屋の番犬。

## スタッフ
- 脚本 - 荒井修子、武田有起、千寿みのり
- 音楽 - 遠藤浩二
- 主題歌 - Superfly「Beautiful」（ワーナーミュージック・ジャパン）
- プロデューサー - 新井順子
- 演出 - 塚原あゆ子、竹村謙太郎、福田亮介、村尾嘉昭
- 製作 - ドリマックス、TBS

## 放送日程
| 各話                                                      | 放送日  | サブタイトル                                               | 脚本       | 演出       | 視聴率 |
| --------------------------------------------------------- | ------- | ---------------------------------------------------------- | ---------- | ---------- | ------ |
| 第1話                                                     | 4月14日 | 庶民シングルマザーがセレブに挑む!? 女の階級と暗黙のルール  | 荒井修子   | 塚原あゆ子 | 09.8%  |
| 第2話                                                     | 4月21日 | 女の幸せは何で決まる? 隠された素顔と母の涙                 | 武田有起   | 竹村謙太郎 | 08.7%  |
| 第3話                                                     | 4月28日 | 女の価値は何で決まる? 母親の見栄とプライド                 | 荒井修子   | 塚原あゆ子 | 07.3%  |
| 第4話                                                     | 5月05日 | 姑のモラハラと耳栓夫… 父親の存在意義とは?女達の光と影      | 荒井修子   | 福田亮介   | 08.5%  |
| 第5話                                                     | 5月12日 | 子供を守るための嘘…? 扉の奥に隠してきた衝撃の真実!         | 武田有起   | 竹村謙太郎 | 07.7%  |
| 第6話                                                     | 5月19日 | 許されない妻の逃避行…! 秘密の裏に隠された本当の顔…?        | 千寿みのり | 塚原あゆ子 | 08.3%  |
| 第7話                                                     | 5月26日 | ついにモラハラ姑に反撃!?... 合唱発表会で涙する女たちの事情 | 荒井修子   | 村尾嘉昭   | 09.5%  |
| 第8話                                                     | 6月02日 | 禁断の愛人契約...!?お受験本番迫る! すれ違う母と子の絆...   | 武田有起   | 福田亮介   | 09.0%  |
| 第9話                                                     | 6月09日 | 母親失格...?セレブ一家の崩壊! 息子へ...最後の愛の証明      | 武田有起   | 竹村謙太郎 | 08.6%  |
| 最終話                                                    | 6月16日 | 今夜、最終回!旅立ちの時... 彼女達の選ぶ未来とは            | 荒井修子   | 塚原あゆ子 | 10.5%  |
| 平均視聴率 8.8%（視聴率は関東地区、ビデオリサーチ社調べ） |         |                                                            |            |            |        |

- 最終回は同枠初の二桁を記録するも、全体の平均視聴率は8.8％と低視聴率を出してしまった。